# Ryan Tunnicliffe

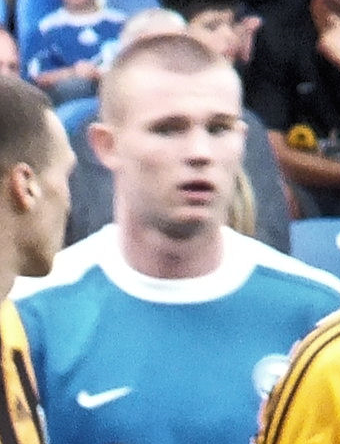
Imagem do jogador Inglês Ryan Tunnicliffe.

Ryan Tunnicliffe (30 de Dezembro de 1992) é um futebolista Inglês que joga como um meia para Manchester United.